# Produs (chimie)

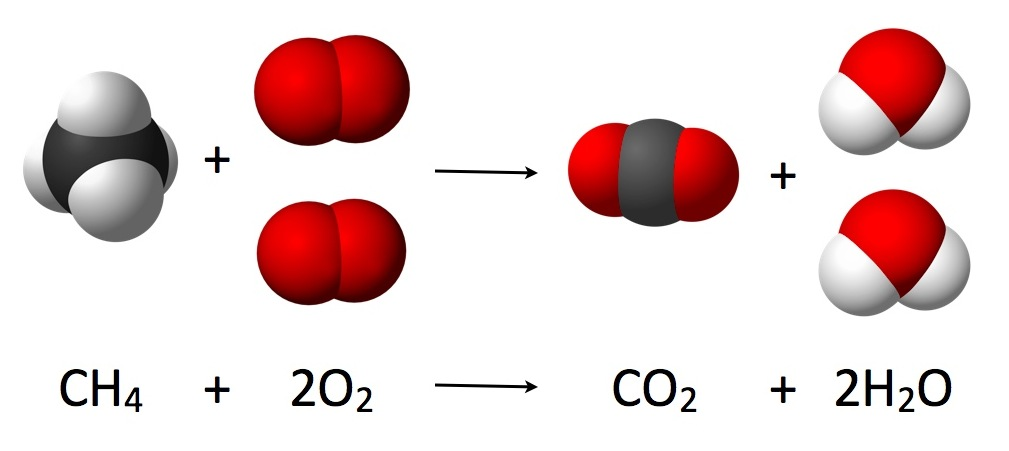
Reacția de combustie a metanului

În chimie, produșii sunt acele specii chimice care se obțin în urma unor reacții chimice. În timpul unei reacții chimice, reactanții sunt transformați în produși prin intermediul unor stări de tranziție bogate în energie. Acest proces are ca rezultat consumarea reactanților. Poate fi un proces spontan, sau realizat cu ajutorul catalizatorilor (care au ca scop micșorarea energiei de activare a stării de tranziție) sau solvenților (care reprezintă mediul de reacție necesar pentru desfășurarea reacției). Când sunt reprezentați în ecuația reacției chimice, produșii sunt întotdeauna scriși în partea dreaptă, chiar și în cazul reacțiilor reversibile.